# Bahnstrecke Neusorg–Fichtelberg
| Fichtelberg mit Endbahnhof vor den höchsten Bergen des Fichtelgebirges |                      |                                            |                                            |
| Streckennummer: | 5030                 |                                            |                                            |
| Kursbuchstrecke (DB): | zuletzt 846          |                                            |                                            |
| Kursbuchstrecke: | 421c (1946)          |                                            |                                            |
| Streckenlänge: | 14,7 km              |                                            |                                            |
| Spurweite: | 1435 mm (Normalspur) |                                            |                                            |
| Maximale Neigung: | 17 ‰                 |                                            |                                            |
| |                      |                                            |                                            |
| \| \| \| von Cheb \| \| \| \| 0,0 \| Neusorg \| Neusorg \| \| \| \| nach Nürnberg Hbf \| \| \| \| 3,9 \| Ebnath (Oberpf) Süd (bis 1939: Ebnath Ort) \| Ebnath (Oberpf) Süd (bis 1939: Ebnath Ort) \| \| \| 4,6 \| Ebnath (Oberpf) (bis 1939: Ebnath Bahnhof) \| Ebnath (Oberpf) (bis 1939: Ebnath Bahnhof) \| \| \| 7,5 \| Brand (Fichtelg) \| Brand (Fichtelg) \| \| \| 11,0 \| Unterlind \| Unterlind \| \| \| 11,7 \| Mehlmeisel \| Mehlmeisel \| \| \| 14,7 \| Fichtelberg \| Fichtelberg \| |                      |                                            |                                            |
| Strecke |                      | von Cheb                                   | von Cheb                                   |
| Bahnhof | 0,0                  | Neusorg                                    | Neusorg                                    |
| Abzweig ehemals geradeaus und nach links |                      | nach Nürnberg Hbf                          | nach Nürnberg Hbf                          |
| Haltepunkt / Haltestelle (Strecke außer Betrieb) | 3,9                  | Ebnath (Oberpf) Süd (bis 1939: Ebnath Ort) | Ebnath (Oberpf) Süd (bis 1939: Ebnath Ort) |
| Bahnhof (Strecke außer Betrieb) | 4,6                  | Ebnath (Oberpf) (bis 1939: Ebnath Bahnhof) | Ebnath (Oberpf) (bis 1939: Ebnath Bahnhof) |
| Bahnhof (Strecke außer Betrieb) | 7,5                  | Brand (Fichtelg)                           | Brand (Fichtelg)                           |
| Bahnhof (Strecke außer Betrieb) | 11,0                 | Unterlind                                  | Unterlind                                  |
| Haltepunkt / Haltestelle (Strecke außer Betrieb) | 11,7                 | Mehlmeisel                                 | Mehlmeisel                                 |
| Kopfbahnhof Streckenende (Strecke außer Betrieb) | 14,7                 | Fichtelberg                                | Fichtelberg                                |

Die Bahnstrecke Neusorg–Fichtelberg war eine Nebenbahn in Bayern. Sie verband als südlichste Stichbahn ins Fichtelgebirge die Gemeinde Fichtelberg im oberfränkischen Landkreis Bayreuth mit dem Bahnhof Neusorg im oberpfälzischen Landkreis Tirschenreuth an der Hauptbahn Nürnberg–Cheb.

## Geschichte
Die normalspurige, eingleisige Lokalbahn wurde am 20. Dezember 1890 durch die Bayerische Staatsbahn eröffnet. Der Personenverkehr litt unter dem Umstand, dass die Einwohner der Gemeinden an der oberen Fichtelnaab zu verschiedenen zentralen Orten hin orientiert waren, die sich mit der Bahn nur auf großen Umwegen erreichen ließen. Zudem lagen die Betriebsstellen Brand und Mehlmeisel weit abseits der Siedlungsschwerpunkte.

## Strecke
Die 14,73 km lange Strecke führte in nordwestlicher Richtung im Tal der Fichtelnaab aufwärts durch ausgedehnte Wälder ins Fichtelgebirge hinein. Sie verließ Neusorg auf 556 m Höhe und führte zunächst in den Talgrund des Flusses. Über Ebnath, das sogar zwei Stationen besaß, und Brand erreichte sie ihren Endpunkt, den Luftkurort Fichtelberg, in dem jahrhundertelang auch Bergbau betrieben wurde. Dessen auf 650,7 m Höhe gelegener Bahnhof war der höchstgelegene Endbahnhof aller Nebenbahnen im Fichtelgebirge.
In Fichtelberg wurde ein massives Steingebäude errichtet, in den Bahnhöfen Ebnath, Brand und Unterlind genügten einfache Bauten in Holzbauweise.

## Betrieb
An Werktagen fuhren in den ersten Jahrzehnten meist drei Zugpaare, im Jahr 1939 vier und 1970 sogar acht. Sonntags steigerte sich die Zugzahl im Laufe der Jahre von drei auf sechs. Als sich die Deutsche Bundesbahn immer mehr aus der Fläche zurückzog, beschränkte sich ab 1975 das Angebot auf einen Zug, der  montags bis freitags früh von Fichtelberg nach Kirchenlaibach fuhr und abends von Schirnding her zurückkehrte. Das Übrige erledigte ein Bahnbus. Am 30. Mai 1976 wurde der Personenverkehr auf der Schiene, am 29. September 1984 der Güterverkehr zwischen der Anschlussstelle Schiettinger und Fichtelberg eingestellt. Die Bedienung eines Anschlussgleises jenseits von Brand zur ehemaligen Papierfabrik Goetz fand noch bis zum Jahresende statt. Am 31. Dezember 1984 wurde die Strecke stillgelegt.

## Nachnutzung
Nach dem Rückbau der Strecke wurde die ehemalige Bahnlinie zu einem Radweg ausgebaut, der ab der Regierungsbezirksgrenze zur Oberpfalz komplett asphaltiert ist. Von den ehemaligen Bahnhofsgebäuden stehen nur noch die in Neusorg und Fichtelberg, das Gebäude in Unterlind wurde 2015 abgerissen.